# 何塞·安东尼奥·派斯将军体育场
何塞·安东尼奥·派斯将军体育场（西班牙语：Estadio General José Antonio Paez），委内瑞拉阿卡里瓜市的一个多用途体育场。目前主要用作足球比赛场地。现在是委内瑞拉足球甲级联赛球队葡萄牙人足球俱乐部的主场。体育场的名称是为了纪念为委内瑞拉独立战争的领导者何塞·安东尼奥·派斯。该体育场始建于1999年，能容纳18,000名观众 。